# Antonio Fernández (Fußballspieler)
Antonio Fernández, vollständiger Name Antonio Nicolás Fernández Mozzo, (* 7. August 1985 in Montevideo) ist ein uruguayischer Fußballspieler.

## Karriere

### Verein
Der je nach Quellenlage 1,75 Meter oder 1,88 Meter große Defensivakteur Fernández stand zu Beginn seiner Karriere in der Apertura 2003 im Kader des seinerzeitigen Zweitligisten Sud América und bestritt eine Partie (kein Tor) in der Segunda División. In der Spielzeit 2006/07 war er Spieler des Erstligisten Tacuarembó FC. In der nachfolgenden Saison wird er in Reihen Nacional Montevideos geführt. Erneut war in der Apertura 2008 der Tacuarembó FC sein Arbeitgeber, die Clausura 2009 verbrachte er in Las Piedras beim Erstligakonkurrenten Juventud. Beim Klub aus dem Departamento Canelones erzielte er ein Saisontor. Im August 2009 wechselte er zum osturuguayischen Klub Cerro Largo FC. Sechsmal lief er in der Saison 2009/10 beim Verein aus Melo in der Primera División auf. Ein Tor schoss er nicht. Ebenfalls in der Spielzeit 2009/10 stand er in Reihen des guatemaltekischen Klubs Deportivo Jalapa. Dort traf er bei zwölf Einsätzen einmal in der Liga Nacional ins gegnerische Tor. Im Juni 2010 schloss er sich El Tanque Sisley an. 27 Erstligaspiele und drei Tore weist die Einsatzstatistik für ihn bei dem Fusionsverein in der Saison 2010/11 aus. Von Juli 2011 bis Juli 2012 spielte er elfmal (kein Tor) für den in Montevideo beheimateten Liverpool Montevideo in der Primera División. In der Saison 2012/13 folgte abermals ein Engagement bei Juventud, bei dem er 13 Erstligabegegnungen (kein Tor) absolvierte. Anfang August 2013 wechselte er zum Erstligaaufsteiger Sud América. In der Spielzeit 2013/14 bestritt er bei den Montevideanern 15 Ligapartien (kein Tor). Im Juli 2014 wurde er an den argentinischen Verein Tristán Suárez verliehen und neunmal (kein Tor) in der Primera B Metropolitana eingesetzt. In der zweiten Januarhälfte 2015 schloss er sich dem Erstligisten Centro Atlético Fénix an. Dort stehen in der Saison 2014/15 acht Ligaeinsätze (kein Tor) für ihn zu Buche. Mitte Oktober 2015 kehrte er zu Sud América zurück und bestritt für den Verein aus Montevideo in der Spielzeit 2015/16 ein Erstligaspiel (kein Tor). Mitte August 2016 wechselte er zum Erstligaabsteiger Villa Teresa.

### Nationalmannschaft
Fernández war mindestens im Juni 2007 Mitglied der von Roland Marcenaro betreuten U-23-Auswahl Uruguays.